# Спомен-кућа у Робајама
Спомен-кућа у Робајама , насељеном месту на територији општине Мионице, место је где је 18. септембра 1941. боравио је Јосип Броз Тито на путу од Београда до Столица. Представља непокретно културно добро као споменик културе од великог значаја.

## Историја
У кући у Робајама, која је припадала Секули и Десанки Бојиновић, сестри народног хероја Драгојла Дудића, Јосип Броз Тито се сусрео са партизанским јединицама на ослобођеној територији, односно са Колубарским батаљоном Ваљевског партизанског одреда и извршио њихову смотру.

## Изглед куће
Кућа је мањих димензија, у основи правоугаона са плитким темељима од ломљеног камена, зидовима рађеним у бондруку, четворосливним кровом покривеним бибер црепом и са три просторије. Поред куће се налазе помоћне зграде из тог времена и споменик који је израдио Антун Аугустинчић. Споменик се састоји од Титове бисте и плоче са текстом Титовог сећањем на боравак у Робајама. На улазу у домаћинство је постављена спомен-плоча која говори о самом догађају. Кућа је 1977. претворена у спомен-музеј.